# The Boys (Comic)
The Boys ist eine amerikanische Comicserie, die von Garth Ennis und Darick Robertson geschrieben, entwickelt und illustriert wurde. Sie wurde ursprünglich von Wildstorm, später von Dynamite Entertainment veröffentlicht.

## Handlung
Die Geschichte spielt zwischen 2006 und 2008 in einer Welt, in der Superhelden existieren, die durch Einnahme des Wirkstoffs V ihre Kräfte erlangten und wegen ihrer Berühmtheit an Größenwahn leiden. Sie sind korrupt, rücksichtslos und neigen häufig zu Gewalt. Die Geschichte handelt von der titelgebenden Gruppe The Boys, die sich als Ziel setzt, gewaltvoll gegen diese „Superhelden“ vorzugehen. Sie besteht aus den Hauptfiguren Billy Butcher, Hughie Campbell, Mother’s Milk, The Frenchman und The Female. Nebenbei kann der Leser die junge, naive Superheldin Annie „Starlight“ January begleiten, die in die korrupteste Gruppierung der Superhelden The Seven aufgenommen wurde.
Die Comicreihe ist stark durch extreme Gewalt, Missbrauch und Sexualität geprägt.

## Veröffentlichung
Die ersten sechs Hefte erschienen von Oktober 2006 bis Februar 2007 bei Wildstorm. Im Mai 2007 übernahm mit der siebten Ausgabe Dynamite Entertainment die Serie, bis November 2012 wurden 72 Ausgaben veröffentlicht. Ab Juni 2007 sammelte der Verlag die Comichefte bis Dezember 2012 in insgesamt zwölf Bänden. Die deutsche Übersetzung der Sammelbände von Bernd Kronsbein brachte Panini von August 2007 bis September 2013 heraus.  Ab Ende 2017 bis Ende 2019 verlegte Panini die sogenannte „Gnadenlos-Edition“ mit insgesamt sechs Hardcoverbänden. Es gibt weitere Übersetzungen von The Boys ins Französische, Polnische, Portugiesische, Russische, Spanische und Tschechische.
| #  | Titel                                                                   | Veröffentlichung | Seiten | Enthaltene Hefte                               | ISBN                   |
| -- | ----------------------------------------------------------------------- | ---------------- | ------ | ---------------------------------------------- | ---------------------- |
| 1  | Spielverderber (The Name of the Game)                                   | September 2007   | 144    | The Boys 1–6                                   | ISBN 978-3-86201-347-0 |
| 2  | Der glorreiche Fünfjahresplan (Get Some)                                | Juni 2008        | 192    | The Boys 7–14                                  | ISBN 978-3-86201-348-7 |
| 3  | Streicheleinheiten (Good for the Soul)                                  | Februar 2009     | 192    | The Boys 15–22                                 | ISBN 978-3-86201-349-4 |
| 4  | Schmutzige Geheimnisse (We Gotta Go Now)                                | Dezember 2009    | 192    | The Boys 23–30                                 | ISBN 978-3-86201-350-0 |
| 5  | Herogasm                                                                | Juni 2010        | 144    | The Boys: Herogasm 1–6                         | ISBN 978-3-86201-351-7 |
| 6  | Gesucht – Tot oder lebendig (The Self-Preservation Society)             | Oktober 2010     | 192    | The Boys 31-38                                 | ISBN 978-3-86201-352-4 |
| 7  | Die Unschuldigen (The Innocents)                                        | Februar 2011     | 216    | The Boys 39–47                                 | ISBN 978-3-86201-353-1 |
| 8  | Highland-Bubi (Highland Laddie)                                         | Juni 2011        | 144    | The Boys: Highland Laddie 1–6                  | ISBN 978-3-86201-354-8 |
| 9  | Vergangenheitsbewältigung (The Big Ride)                                | Februar 2012     | 144    | The Boys 48–53                                 | ISBN 978-3-86201-355-5 |
| 10 | Das Karussell (The Big Ride)                                            | April 2012       | 144    | The Boys 54–59                                 | ISBN 978-3-86201-356-2 |
| 11 | Butcher (Butcher, Baker, Candlestickmaker)                              | November 2012    | 144    | The Boys: Butcher, Baker, Candlestickmaker 1–6 | ISBN 978-3-86201-357-9 |
| 12 | Kampf ums Weisse Haus (Over the Hill with the Swords of a Thousand Men) | Mai 2013         | 160    | The Boys 60–65                                 | ISBN 978-3-86201-500-9 |
| 13 | Vergeltung hat ihren Preis (The Bloody Doors Off)                       | September 2013   | 176    | The Boys 66–72                                 | ISBN 978-3-86201-668-6 |

## Adaptionen
2019 ließ Amazon Studios The Boys als Fernsehserie umsetzen.